# Доспехи (компания)
ООО «Новые реабилитационные технологии „Доспехи“» — российская частная компания, занимающаяся производством ортопедических систем для людей с повреждением спинного мозга. Основана в 2008 году предпринимателем Алексеем Налогиным при поддержке фонда «Наше будущее». «Доспехи» позволяют инвалидам-колясочникам самостоятельно передвигаться на ногах, стоять, вставать и садиться, с посторонней помощью — подниматься и спускаться по ступенькам.

## История
Идея о создании «Доспехов» пришла к Алексею Налогину в начале 2000-х годов — в детстве он страдал от саркомы позвоночника, перенёс две операции, в результате чего утратил возможность ходить и даже сидеть самостоятельно. Изучив вопрос и обратившись к довоенному опыту немецких врачей, лечивших с помощью похожих аппаратов полиомиелит, Налогин заказал первый образец в Центральном НИИ протезирования и протезостроения: «Конструкция была тяжеленная, громоздкая, но я понял, что, если идею развивать, может получиться то, что нужно».
Увидев положительные результаты, друзья и знакомые стали заказывать у него «Доспехи», в 2005 году он начал производственную деятельность в качестве индивидуального предпринимателя, создавая порядка 5–6 изделий в год (стоимость одного изделия составляла 85 тыс. рублей). В 2008 году Налогин зарегистрировал общество с ограниченной ответственностью «Новые реабилитационные технологии „Доспехи“» — это было необходимо для того, чтобы клиенты имели возможность возвращать потраченные на ортопедическую систему средства через Фонд социального страхования (по закону раз в год инвалид, приобретающий протезно-ортопедические изделия у лицензированного изготовителя, имеет право на 100%-ную компенсацию затрат).
Тогда же в компании произошёл переломный момент, деятельность Налогина привлекла внимание недавно созданного фонда региональных социальных программ «Наше будущее» — предприниматель разработал подробный бизнес-план и получил от них 9,5 млн рублей, при этом 4 млн были перечислены безвозмездно, а 5,5 млн даны в форме беспроцентного займа на оборотные средства сроком на два года. По словам директора фонда Наталии Зверевой, это был первый проект, который они поддержали: «Он идеально подошёл под понятие социального предпринимательства. Понятно, что у проекта большой выручки не будет, — это бизнес на грани окупаемости с минимальной маржей. Но Налогин нашел свою нишу, создал новый для рынка инновационный продукт».
На полученные средства был открыт офис компании в Москве и несколько производственных мастерских: помимо Московского института протезирования производство «Доспехов» началось также в Центральном институте травматологии и ортопедии, в Российском национальном исследовательском медицинском университете, в мастерских Реутова, Волгограда и других регионов. Таким образом, в 2009 году было создано уже 140 изделий, в то время как годовой оборот поднялся до 10,8 млн рублей. В 2010 году эти показатели сохранились.
В настоящее время Алексей Налогин постоянно проживает в Таиланде, он лишь изредка приезжает в Москву, управляя своей компанией дистанционно.

## Технология
«Доспехи» представляют собой конструкцию, включающую в себя ортезы (фиксаторы суставов ног) с пружинно-шарнирным механизмом и жёсткий ортопедический корсет. Для опоры при передвижении используются ходунки. Каждая система изготавливается по индивидуальному заказу, специалисты компании снимают слепки с пациентов, либо на месте, либо на дому. Предварительно каждого человека осматривают врачи, ими выписывается заключение, подтверждающее возможность использования изделия — показанием к использованию ортопедической системы является потеря подвижности ног при сохранении подвижности и нормальном развитии костно-мышечной системы рук и плечевого пояса.

## Критика
Виктор Гуторов, директор ФГУП «Московский протезно-реабилитационный центр «Здоровье», отмечал, что цены на систему Налогина могли бы быть выше, но предприниматель заведомо закладывает минимальную прибыль, поскольку заинтересован скорее в социальной миссии бизнеса, чем в обогащении.